# Mainzisch-Hessischer Krieg
Der Mainzisch-Hessische Krieg von 1427 war die letzte und entscheidende militärische Auseinandersetzung in dem zwei Jahrhunderte dauernden Streit zwischen dem Erzstift Mainz und den Landgrafen von Hessen um die territoriale Vorherrschaft im heutigen Hessen. Die entscheidenden Siege des Landgrafen Ludwig I. über den Mainzer Heerführer Gottfried von Leiningen im Juli bei Fritzlar und über Erzbischof Konrad von Dhaun im August bei Fulda bedeuteten das Ende der mainzischen Ambitionen in Ober- und Niederhessen.  Der am 8. Dezember 1427 geschlossene Friede von Frankfurt besiegelte dieses Ergebnis auch staatsrechtlich.

## Vorgeschichte
Zwischen Hessen und Mainz gab es bereits vielfachen Anlass zum Streit – darunter die Dörfer am Reinhardswald, das Gebiet der Klöster Lippoldsberg und Helmarshausen und die Rechte an Stadt und Amt Wetter – und ab 1425 brachten die beiderseitige Einmischung in die Angelegenheiten der Abtei Fulda und umstrittene Pfandschaften auf die Herrschaft der Grafen Heinrich VII. und Wolrad I. von Waldeck die Feindseligkeiten an den Rand einer Fehde. Vermittlungsversuche anderer Fürsten blieben ohne Erfolg, und schließlich kam es zum offenen Krieg. 

### Fulda
Die Fürstabtei Fulda hatte sich im 14. Jahrhundert und beginnenden 15. Jahrhundert schwer verschuldet. In dieser Situation, und da Abt Johann I. kränklich war, berief das Stiftskapitel, wohl auf Betreiben des neuen Mainzer Erzbischofs Konrad III. von Dhaun, im Jahre 1419 Hermann II. von Buchenau zum Koadjutor und Verweser. Dies führte innerhalb von kurzer Zeit zu schwerem Streit. Abt Johann bestand weiterhin auf seinen Rechten, wurde jedoch im Jahre 1420 von Hermann von Buchenau auf Schloss Neuhof überfallen und in das Dorf Ottershausen (?) vertrieben. Die von ihm um Hilfe angerufenen geistlichen Oberhirten der Abtei, Erzbischof Konrad III. von Mainz und Bischof Johann II. von Würzburg ignorierten seine Einlassungen, unterstellten sich die Abtei selbst und ernannten Eberhard von Buchenau, einen Verwandten des Koadjutors, zu ihrem Oberamtmann in Fulda. Da die Buchenauer sich und das Hochstift Fulda eng an Mainz anlehnten, auch um die fuldische Unabhängigkeit gegenüber Hessen zu sichern, stellte die Mainzer Einmischung in Fulda eine ernste Bedrohung der landgräflichen Politik dar, auch weil Hermann von Buchenau dem Erzbischof wichtige fuldische und buchonische Burgen und Städte verpfändete. Im Jahre 1425 schließlich vertrieb er Abt Johann vollständig aus dem Fürstentum, und dieser suchte daraufhin Zuflucht bei dem hessischen Landgrafen Ludwig I.

### Waldeck
Graf Heinrich VII. von Waldeck, der sich als Mainzer Lehnsmann im Juni 1400 durch die Ermordung des Herzogs Friedrich von Braunschweig und Lüneburg die ewige Feindschaft des Hauses Braunschweig-Lüneburg zugezogen hatte, hatte im Jahre 1424, gemeinsam mit seinem Sohn Wolrad I., dem Landgrafen Ludwig auf Lebenszeit die Hälfte seiner Grafschaft für 22.000 Gulden verpfändet. Der Landgraf hatte auch bereits die Summe bezahlt und die entsprechenden Huldigungen der Burg- und Lehnsmannen, Bürger und Bauern empfangen, doch dann führte ein Treffen Wolrads und seiner Mutter Margaretha von Nassau-Wiesbaden mit Erzbischof Konrad von Mainz und dem Kölner Erzbischof Dietrich II. von Moers, der auch Verweser des Bistums Paderborn war und somit erhebliche Interessen im Grenzraum zwischen Hessen, Waldeck und Paderborn hatte, zu einer dramatischen Kehrtwende. Unter Berufung auf ein dem Erzbischof von Mainz früher gegebenes Versprechen widerriefen Heinrich und Wolrad 1426 ihren Vertrag mit Landgraf Ludwig, verpfändeten dem Erzbischof die Hälfte ihrer Grafschaft für 18.000 Gulden, und öffneten ihm und dem Erzbischof von Köln ihre Burgen. Dieser Kurswechsel wurde zum Auslöser der bald darauf offen erklärten Fehde. Erzbischof Konrad bot dem Landgrafen zwar noch an, ihm die auf Waldeck bezahlte Pfandsumme von 22.000 Gulden zurückzuerstatten, aber Ludwig lehnte dies ab.

## Kriegsverlauf
Im Frühsommer 1427 versammelte Graf Gottfried von Leiningen, ein Neffe des Erzbischofs, ein ansehnliches Ritterheer in Fritzlar, dem stark befestigten Hauptort des Erzbistums inmitten des landgräflichen Niederhessen, das monatelang dort lag, verpflegt werden musste und das umliegende hessische Gebiet durch Plünderungen schwer bedrängte. Landgraf Ludwig antwortete auf diese Herausforderung, indem er sein eigenes Ritterheer mit Fußvolk verstärkte und seinerseits von Gudensberg aus mainzische bzw. Fritzlarer Felder und Gärten verwüstete. Am 21. Juli, nachdem Ludwig das Mainzer Angebot zur Rückerstattung der Waldecker Pfandsumme abgelehnt hatte, sandte der Erzbischof den Fehdebrief an den Landgrafen, und sofort begann Gottfried von Leiningen mit 600 Reitern und zusätzlichen Fußtruppen von Fritzlar aus einen Verwüstungszug in das Gebiet der hessischen Städte Gudensberg, Felsberg und Melsungen. Die Dörfer Geismar, Haddamar, Heimarshausen, Werkel, Wehren, Lohne und Balhorn wurden geplündert und niedergebrannt. Am 23. Juli, als die Mainzer gerade das nahe Dorf Udenborn plünderten und niederbrannten, zog Landgraf Ludwigs Entsatzheer zwischen Obermöllrich und Zennern über die Eder und schob sich zwischen die Stadt Fritzlar und die mainzischen Ritter, drängte sie auf der Großenengliser Platte ins offene Feld zwischen der heutigen Kalbsburg und den Dörfern Udenborn und Großenenglis einige Kilometer südlich von Fritzlar, und fügte ihnen dort eine schwere Niederlage zu. Nach weiteren Niederlagen in Verfolgungsgefechten flohen Leiningen und der Rest seines Aufgebots zunächst zur mainzischen Burg Jesberg und dann nach Fulda. 140 mainzische Ritter gerieten in hessische Gefangenschaft.
Bei Fulda hatte Erzbischof Konrad bereits ein zweites Heer zusammengezogen, um das Gebiet des Hochstifts und die Stadt Fulda zu besetzen. Stadt und Abtei Fulda weigerten sich jedoch, die Mainzer einzulassen oder ihnen gar beim Herannahen der hessischen Truppen innerhalb der Stadtmauern Schutz zu gewähren, da sich der Erzbischof wiederholt in ihre inneren Angelegenheiten eingemischt hatte. Landgraf Ludwig marschierte nach Fulda, besetzte am 3. August die Stadt, verjagte den Koadjutor und den mainzisch-würzburgischen Oberamtmann und setzte Abt Johann von Merlau wieder ein. Als sich der Erzbischof weigerte, die von seinen Leuten besetzten fuldischen Burgen zu öffnen, kam es am 10. August 1427 auf dem Münsterfeld westlich von Fulda erneut zur Schlacht, die wiederum mit einem Sieg des Landgrafen endete. Dem Erzbischof gelang die Flucht, aber mehr als 300 seiner Ritter wurden gefangen genommen. Das erbeutete Banner des Erzbischofs schenkte Ludwig I. der Elisabethkirche in Marburg.

## Friedensschluss
Nach Verhandlungen vom 6. bis 8. Dezember in Frankfurt am Main schloss Erzbischof Konrad am 8. Dezember 1427 Frieden mit Landgraf Ludwig. Der Friede von Frankfurt besiegelte das Ende des langen Streits um die Vorherrschaft in Hessen. Kurmainz zahlte 44.000 Gulden Entschädigung für Kriegsschäden und musste nahezu alle seine Besitzungen in Nieder- und Mittelhessen vom Landgrafen zu Lehen nehmen; ausgenommen blieben Fritzlar, Naumburg, Amöneburg und Neustadt. Die Stadt Fritzlar verlor damit endgültig ihre führende Stellung in Nordhessen an die landgräfliche Residenz Kassel. Landgraf Ludwig gab die Pfandschaft auf Waldeck gegen Rückerstattung der Pfandsumme zurück, wurde aber im Gegenzug Pfandteilhaber der bisher dem Erzbischof verpfändeten fuldischen Städte und Burgen Fulda, Hünfeld,  Lauterbach, Fischberg, Brückenau, Schildeck, Rockenstuhl und Geisa.